# Othellos Athienou FC
El Othellos Athienou FC es un equipo de fútbol de Chipre que juega en la Segunda División de Chipre, la segunda liga de fútbol más importante del país.

## Historia
Fue fundado en el año 1933 en la ciudad de Athienou en Larnaca, uniéndose a la Asociación de Fútbol de Chipre en 1967 y ha sido uno de los equipos más consistentes de Chipre, ya que desde su afiliación han participado regularmente en los torneos de fútbol en el país.
Desde su fundación han sido un equipo muy participativo atlético y socialmente y desde el 2003 tienen estadio propio.

## Palmarés
- Segunda División de Chipre: 1

2022/23
- Tercera División de Chipre: 2

1990/91, 1993/94
- Cuarta División de Chipre: 1

2004

## Jugadores

### Jugadores destacados
- Adamos Efstathiou
- Baron Kibamba
- Jatto Ceesay
- Matthew Cassidy
- Gatis Kalniņš